# Ratková
Ratková – wieś (obec) na Słowacji położona w kraju bańskobystrzyckim, w powiecie Revúca. Pierwsze wzmianki o miejscowości pochodzą z roku 1413.
Według danych z dnia 31 grudnia 2012, wieś zamieszkiwało 547 osób, w tym 273 kobiety i 274 mężczyzn.
W 2001 roku rozkład populacji względem narodowości i przynależności etnicznej wyglądał następująco:
- Słowacy – 83,16%
- Czesi – 0,2%
- Romowie – 14,2%
- Ukraińcy – 0,81%
- Węgrzy – 1,01%

Ze względu na wyznawaną religię struktura mieszkańców kształtowała się w 2001 roku następująco:
- Katolicy rzymscy – 17,85%
- Grekokatolicy – 0,61%
- Ewangelicy – 63,29%
- Prawosławni – 0,41%
- Ateiści – 12,37%
- Nie podano – 4,06%

## Postacie związane z miejscowością
- W Ratkovej urodziła się Izabela Textorisová (1866 – 1949), pierwsza kobieta-botanik wśród Słowaków.